# 수르 제국
수르 제국은 1538/1540년에서 1556년까지 약 16년 또는 18년 동안 존재했던 인도 북부의 아프간계 제국으로, 수도는 사사람이었다. 셰르 샤 수리에 의해 세워졌다.
수르 제국은 인더스강 서쪽의 동부 발루치스탄에서 동쪽의 오늘날 미얀마 라카인에 이르는 인도강 유역 평야를 따라 거의 모든 무굴 제국 영토를 지배했다.

## 역사

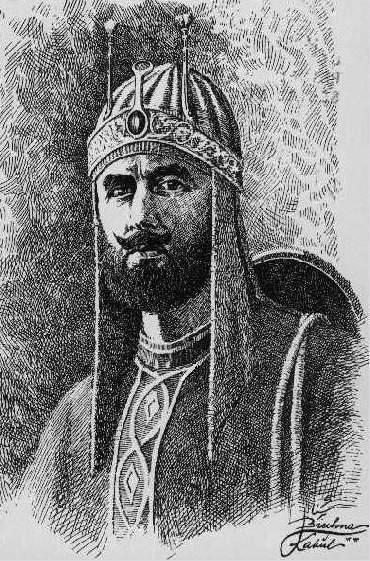
셰르 샤 수리

1539년 12월, 셰르 샤 수리는 무굴 제국의 2대 황제인 후마윤을 물리치고 자신이 북인도의 진정한 술탄임을 선언하며 즉위했다. 왕조의 이름은 자신이 속한 아프가니스탄계 부족 이름에서 따왔다.
초대 술탄인 셰르 샤는 이후 무굴 제국에서 크게 발전하는 지세제도, 군사제도 등 중요한 시책을 시행했다. 지세의 금납화로의 개정, 지세를 위한 측량 실시, 검시법 도입 등이 그것이다.
또한 펀자브 지방에 현재 유네스코 세계문화유산으로 등재된 로타스 요새를 건설해 중앙아시아 유목민족의 진출에 대비했다.
이러한 개혁으로 수르 제국은 전성기를 맞았지만, 셰르 샤 수리는 1545년 5월 22일 불의의 사고로 사망했다.
셰르 샤 수리의 뒤를 이은 아들 이슬람 샤 수리는 아버지의 유지를 이어받아 왕조의 개혁을 추진했지만, 아버지와는 달리 재능이 부족해 제국이 혼란에 빠졌다.
1554년 이슬람 샤 수리가 죽자 그의 아들 피루즈 샤 수리가 왕위를 계승했지만, 어린 나이로 인해 왕족 내부에서 내분이 일어나고 피루즈 샤 수리는 내분으로 인해 살해당해 왕조는 사분오열되었다.
이후 끊이지 않는 가문 간의 술탄 자리를 둘러싼 다툼, 1554년 발생한 가뭄과 그에 따른 기근과 역병의 창궐로 인해 민심이 나빠졌다.
1555년 7월, 카불을 떠난 후마윤의 손에 의해 델리가 함락되면서 수르 제국은 멸망했고, 북인도는 다시 무굴 제국의 지배를 받게 되었다.

## 역대 군주
- 셰르 샤 수리 (1539년 ~ 1545년)
- 이슬람 샤 수리 (1545년 ~ 1554년)
- 피루즈 샤 수리 (1554년)
- 무하마드 아딜 샤 (1554년 ~ 1555년)
- 이브라힘 샤 수리 (1555년)
- 시칸다르 샤 수리 (1555년)

## 같이 보기
- 델리 술탄국

### 인용주
1. ↑  Sher Shah held his first coronation on 6 April 1538 after he captured Gaur, the capital of the Bengal Sultanate. However, his second coronation took place on 17 May 1540, after he defeated Humayun at the Battle of Kannuaj. Historians dispute when the Sur Empire was founded as a result, and both dates are used in different sources.

### 참조주
1. 1 2  Hartel 1997, 262쪽.
2. ↑  Berndl, Klaus (2005). 《National Geographic Visual History of the World》. National Geographic Society. 318–320쪽. ISBN 978-0-7922-3695-5.
3. 1 2 3  ロビンソン『ムガル皇帝歴代誌』、p.181
4. ↑  小谷『世界歴史大系 南アジア史2―中世・近世―』、p.149
5. 1 2 3  小谷『世界歴史大系 南アジア史2―中世・近世―』、p.150
6. 1 2  クロー『ムガル帝国の興亡』、p.56
7. ↑  ロビンソン『ムガル皇帝歴代誌』、pp.181-183
8. 1 2  小谷『世界歴史大系 南アジア史2―中世・近世―』、p.151